# Маккей, Клод
Клод Маккей, собственно Фестус Клаудиус Маккей (англ. Claude McKay, Festus Claudius McKay, 15 сентября 1889, Нейрн-Кастл, приход Кларендон, Ямайка — 22 мая 1948, Чикаго) — американский писатель вест-индского происхождения, классик вест-индской литературы, один из активных деятелей гарлемского ренессанса.

## Биография
Сын зажиточных фермеров, отец — из народа ашанти, мать — из малагасийцев. С семи лет жил у старшего брата, школьного учителя, и воспитывался им. Начал писать стихи в десятилетнем возрасте. Дебютный сборник его стихов (1912) стал первой книгой на ямайском патуа. В том же году он переехал в США.
Поступил в университет Таскиги в Алабаме, но был потрясен его полувоенным порядком и расистской обстановкой, перебрался в Государственный университет штата Канзас. Прочел там книгу Уильяма Дюбуа Души чёрного народа, ставшую для него открытием. В 1914 бросил учёбу на агронома и переехал в Нью-Йорк. В 1917 опубликовал стихи в левом журнале Уолдо Фрэнка и Вана Вик Брукса The Seven Arts, стал соредактором социалистического ежемесячника The Liberator (вместе с Максом Истменом). Вошел в группу чернокожих радикалов, сблизился с Маркусом Гарви и Национальной ассоциацией содействия прогрессу цветного населения.
В 1919 переехал в Лондон, где прожил до 1921. Был близок к Социалистической федерации рабочих и её руководительнице Сильвии Панкхёрст. Печатал стихи в еженедельнике Cambridge Magazine, который издавал Чарльз Огден. В 1922—1923 посетил Советскую Россию, участвовал в работе IV конгресса Коминтерна в Москве. Встречался с Троцким, Зиновьевым, Бухариным, Радеком. Также с Николаем Чуковским, оставившим об этой встрече воспоминания. При всех симпатиях к идеям социализма не стал членом коммунистической партии.
Вернулся в США. С конца 1920-х выступал по преимуществу как прозаик. Его дебютный роман (1928) получил премию Фонда Хармона за выдающееся негритянское достижение, оказал большое влияние на интеллектуалов Вест-Индии, Чёрной Африки, Европы, однако вызвал резко политизированную критику со стороны У.Дюбуа за экзотизм и чрезмерное внимание к жизни тела (Маккей был бисексуален). Второй роман Маккея Банджо получил поддержку Эме Сезера как правдивая картина негритянской жизни.
В 1930—1933 Маккей жил в Марокко. В 1940 он стал гражданином США. В 1944, разочаровавшись в социалистических идеях, принял католичество. Последние годы жил в Чикаго, работал в католической молодежной организации. Умер от инфаркта.

## Избранные произведения

### Стихи
- Песни Ямайки/ Songs of Jamaica (1912)
- Полицейские баллады/ Constab Ballads (1912)
- Весна в Нью-Хэмпшире и другие стихотворения/ Spring in New Hampshire and Other Poems (1920)
- Тени Гарлема/ Harlem Shadows (1922)
- The Selected Poems of Claude McKay (1953, избранные стихотворения)
- Complete poems (2004, полное собрание стихотворений)

### Романы
- Домой в Гарлем/ Home to Harlem (1928, фр. пер. Луи Гийу, 1932)
- Банджо/ Banjo (1929)
- Banana Bottom (1933)

### Новеллы
- Gingertown (1932)

### Автобиографические сочинения
- Далеко от дома/ A Long Way from Home (1937)
- Мои зеленые холмы Ямайки/ My Green Hills of Jamaica (1979)

### Эссе
- Гарлем: негритянская метрополия/ Harlem: Negro Metropolis (1940)

## Публикации на русском языке
- Негры в Америке/ Перевод П. Охрименко. М. — Л.: ГИЗ, 1923
- Судом Линча. Рассказы. М.: Огонек, 1925
- [Стихи]// Революционная поэзия современного Запада/ Под ред. П. С. Когана. М.: Московский рабочий, 1927
- Домой в Гарлем. М.: ЗИФ, 1929
- Банджо. М.: ГИХЛ, 1930

## Признание
Медаль Энтони Месгрейва, присуждаемая Институтом Ямайки (1912). В 1977 правительство Ямайки провозгласило Маккея национальным поэтому, ему был посмертно присужден Орден Ямайки. В 2002 афроамериканский историк культуры Молефи Кете Асанте (англ.  Molefi Kete Asante) в своей биографической энциклопедии включил Маккея в число 100 величайших афроамериканцев, признав его решающее влияние на формирование идей негритюда и поколение таких авторов, как Ричард Райт и Джеймс Болдуин.

## Наследие
В 2012 американским и французским исследователями в архиве Колумбийского университета был обнаружен неопубликованный роман Маккея Amiable With Big Teeth: A Novel of the Love Affair Between the Communists and the Poor Black Sheep of Harlem. Он посвящён преддверию и началу Второй мировой войны, её отзвукам среди негритянского населения Нью-Йорка и намечен к скорой публикации.